# Julian Byng, I visconte Byng di Vimy
Julian Hedworth George Byng (Hertsmere, 11 settembre 1862 – Thorpe Hall, 6 giugno 1935) è stato un generale britannico.

## Biografia

### I primi anni
Byng nacque nel palazzo di famiglia di Wrotham Park, presso Hertsmere, settimo dei figli sopravvissuti (ed in tutto 13º) figlio di George Byng, II conte di Strafford, il quale, a causa delle dimensioni della sua famiglia, svolgeva una vita sommariamente frugale. Sino all'età di 12 anni, Byng frequentò l'Eton College, ove ricevette anche il soprannome di "Bungo" - per distinguerlo dai fratelli maggiori, denominati scherzosamente "Byngo" e "Bango" - avendo ad ogni modo scarsi risultati.

### La carriera militare
Con tre figli già impiegati nel 7th Queen's Own Hussars, il padre di Byng certo non poteva immaginare che questo suo figlio avrebbe intrapreso la carriera militare. Malgrado questo Julian, all'età di 17 anni, decise di seguire le orme dei fratelli ed il 12 dicembre 1879 venne nominato Secondo Luogotenente nel King's Royal Rifle Corps, e venne promosso luogotenente tre anni più tardi. Durante questo periodo, Byng sviluppò anche una grande passione per il teatro e la musica da camera, imparando anche a suonare il banjo.
Durante un incontro al Jockey Club nel 1882, Edoardo, principe del Galles, amico di lunga data del padre di Julian, gli chiede notizie del giovane figlio ed avendo appreso che egli ancora non aveva trovato una posizione stabile e sicura nell'esercito, gli propose di assegnarlo al suo reggimento personale, il 10th Royal Hussars. Questo, ad ogni modo, era il più dispendioso dei reggimenti inglesi ed il Conte di Stafford poté dare al giovane figlio solo 200 delle 600 sterline necessarie per avere l'accesso garantito per un anno a quel reggimento, dal momento che non era conveniente rifiutare l'offerta del principe del Galles. Julian dal canto suo era entusiasta di questa opportunità dal momento che anche suo zio William Cavendish, II barone Chesham e suo cugino Charles Cavendish, avevano servito in questo stesso reggimento. Malgrado questo l'eccessivo costo, Byng venne trasferito al 10th Royal Hussars dal 27 gennaio 1883, e in meno di tre mesi passò al reggimento di Lucknow, in India.
Fu quanto il reggimento stava per fare rientro nel Regno Unito nel 1884 che il reggimento di ussari del principe ereditario venne dirottato in Sudan per aderire alla spedizione contro i Suakin e Byng, assieme al resto dei suoi compagni, il 29 febbraio prese parte alla sua prima battaglia, quella di El Teb. L'attacco, che produsse molti morti, non ebbe ad ogni modo il successo sperato e si protrasse sino alla Battaglia di Tamai dove il cavallo di Byng venne colpito a morte sotto i suoi piedi. Gran parte dei ribelli della zona vennero sconfitti in quest'occasione e il reggimento poté così imbarcarsi alla volta dell'Inghilterra il 29 marzo, giungendo in patria il 22 aprile e procedendo verso la nuova base di Shorncliffe Barracks nel Kent. Durante l'estate del 1884 1884, Byng trascorse gran parte del proprio tempo libero a giocare a polo e cavalcando, mentre nel luglio di quello stesso anno, per il suo servizio in Sudan, ricevette la prima menzione ufficiale in un dispaccio.
Nel giugno del 1885, il reggimento venne ricollocato nelle South Cavalry Barracks presso Aldershot, dove il figlio maggiore del principe di Galles, il principe Alberto Vittorio, duca di Clarence e Avondale era entrato a far parte del reggimento assieme al principe secondogenito Giorgio. Byng strinse una stretta amicizia con entrambi i principi ma la loro amicizia non si spostò mai dalle camerate. Byng venne nominato aiutante del reggimento il 20 ottobre 1886, appena nove giorni prima della morte di suo padre, che gli lasciò la magra eredità di 3.500 sterline. Il reggimento si spostò nel 1887 nella caserme di Hounslow dove Byng ebbe modo di imparare il mercanteggio presso il mercato di Smithfield per decidere il prezzo della carne per i soldati del suo reggimento. Fu in questo stesso periodo che egli entrò in contatto con Montagu Corry, I barone Rowton il quale proprio nella medesima epoca si stava adoperando per aumentare il numero dei lavoratori a Londra. Byng accompagnò Rowton nelle aree più povere della città assistendolo e consigliandolo sulle migliori azioni da intraprendere in questo campo.

### Staff College
Nel 1888 gli ussari si mossero nuovamente questa volta verso York, dove Byng si tenne impegnato col cricket ed il calcio. Byng venne promosso Capitano ed all'inizio dell'anno successivo iniziò a considerare l'idea di entrare nello Staff College di Camberley. Intenzionato a riservarsi del tempo per gli studi preparatori, continuò a mantenere la linea di studio anche quando il reggimento venne spostato in Irlanda anche se dovette rinunciare al proprio ruolo di aiutante e rifiutare l'offerta del principe Alberto Vittorio a seguirlo in India come suo scudiero. Byng passò dunque l'esame di ammissione allo Staff College e si assicurò la nomina nel settembre del 1892. Il giorno prima della sua entrata ufficiale al college, Alberto Vittorio cadde vittima di un'influenza pandemica e morì poco dopo. Al funerale del principe, tenutosi il 20 gennaio 1892, Byng diede commissione di realizzare la corona di fiori del 10th Royal Hussars, il che contribuì a metterlo ulteriormente in mostra nei confronti di Giorgio, nuovo principe di Galles.
Durante la propria frequentazione del college egli incontrò alcuni compagni di corso coi quali strinse una grande amicizia, Henry Rawlinson, Henry Hughes Wilson, Thomas D'Oyly Snow e James Aylmer Lowthorpe Haldane e nel 1894, mentre si trovava a viaggiare in visita ad un amico presso Aldershot, incontrò anche Winston Churchill, all'epoca impegnato presso la Royal Military Academy Sandhurst. Byng assieme alla propria classe, si recò inoltre sul campo di battaglia della Guerra franco-prussiana per studiare le strategie adottate dai diversi eserciti. Nel dicembre del 1894, Byng si laureò allo Staff College e venne immediatamente nominato comandante dello squadrone "A" degli ussari. Dopo appena tre anni il reggimento tornò ad Aldershot e Byng lasciò il proprio incarico per divenire aiutante della 1ª brigata di cavalleria, poco dopo essere divenuto Aiutante generale del comando di Aldershot Command ed essere promosso al rango di Maggiore. Quello stesso anno, Byng incontrò ad una festa Marie Evelyn Moreton, unica figlia di Sir Richard Charles Moreton, il quale aveva prestato servizio come responsabile della residenza vicereale del Canada di Rideau Hall sotto la direzione del governatore John Campbell, IX duca di Argyll.

### Comandante durante la Prima guerra mondiale

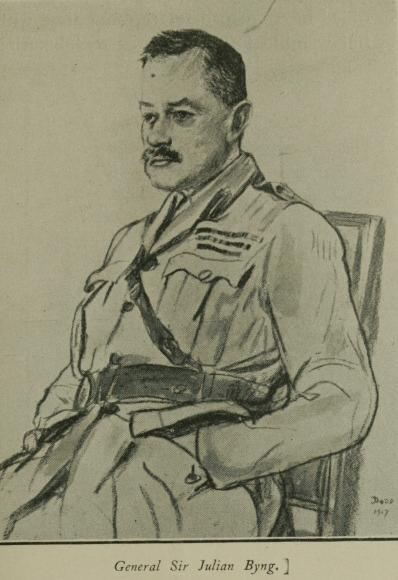
Uno schizzo del tempo di guerra del generale Byng

Byng venne impiegato dal novembre del 1899 nel Sud Africa, dove ottenne il grado di maresciallo, venendo subito assegnato al rango di Luogotenente colonnello e posto come comandante del reggimento di cavalleria leggera coinvolto nella Seconda guerra boera. Byng fu di nuovo sul fronte venendo nominato nei dispacci per ben cinque volte e nel novembre del 1900 venne promosso luogotenente colonnello, ricevendo il brevetto di colonnello nel febbraio del 1902. Tornato in Inghilterra quello stesso anno, Byng si sposò con Evelyn e nel maggio di quello stesso anno gli venne assegnata la IV classe dell'Ordine Reale Vittoriano. A metà dell'anno, ad ogni modo, Byng venne inviato in India a comandare il 10º ussari presso Mhow dall'ottobre di quell'anno.
Nel gennaio del 1904, mentre giocava una partita di polo, Byng si ruppe un gomito e dovette essere ricoverato per diversi mesi anche se la severità del danno fece pensare che la sua carriera militare fosse ormai conclusa. Dopo quattro mesi, invece, la cura ebbe effetto e Byng chiese di essere riposto in servizio attivo e venne assegnato come comandante della nuova scuola di cavalleria di Netheravon. L'incarico fu di breve durata in quanto già dal maggio del 1905, Byng venne nominato comandante della 2ª brigata di cavalleria di stanza a Canterbury, dove ottenne anche il simultaneo e temporaneo grado di Brigadiere generale come sostantivo del grado di colonnello. Dopo essere stato nominato Compagno dell'Ordine del Bagno nel 1906, tornò ad Aldershot per comandare la 1ª brigata di cavalleria.
Nell'aprile del 1909 Byng venne promosso maggior generale e, posto a mezza paga, Byng (che già si pagava parte dello stipendio mancato attraverso servizi e reportage sul Cavalry Journal e prestando servizio presso le locali formazioni di boy scout) comprò la propria prima casa, Newton Hall, presso Dunmow, nell'Essex. Egli risiedette qui solo per due anni, ossia il periodo che comandò la 54ª divisione dell'Anglia dell'Est della Territorial Force; dall'ottobre del 1910, Byng divenne quindi comandante delle truppe inglesi in Egitto, dove rimase sino allo scoppio della prima guerra mondiale. Egli ritornò dunque nel Regno Unito per prendere il comando della 3ª divisione di cavalleria prima di recarsi con una spedizione in Francia per prendere parte alla Prima battaglia di Ypres. Per il valore dimostrato venne nominato Commendatore dell'Ordine di San Michele e San Giorgio ed ottenne il prefisso onorifico di Sir.
Dopo tre mesi di servizio come comandante di cavalleria, all'inizio del maggio del 1915, fu a Gallipoli alla testa del IX Corpo d'armata. Per i meriti conseguiti in quest'azione, il 1º gennaio 1916 venne elevato al rango di commendatore dell'Ordine del Bagno, per poi venire assegnato al comando delle forze di difesa di stanza sul Canale di Suez in Egitto prima di ritornare sul fronte occidentale al comando del XVII Corpo d'armata. Dal giugno di quello stesso anno, egli venne promosso al comando dei Canadian Corps ed il re in persona gli concesse il rango di luogotenente generale. La sua azione più grandiosa avvenne proprio con i Canadian Corps che portò alla vittoria nell'aprile del 1917 nella Battaglia di Vimy che fu d'esempio per molti nazionalisti ed imperialisti inglesi.
Nel giugno del 1917 ottenne temporaneamente il grado di generale, e prese il comando della più grande armata inglese, la 3ª armata, incarico che mantenne sino alla cessazione delle ostilità conducendo le proprie truppe ad un'altra vittoria nella Battaglia di Cambrai del 1917. Come ricompensa, il 24 novembre 1917 gli venne riconosciuto il rango di generale e venne nominato cavaliere di Gran Croce dell'Ordine del Bagno nel 1919. Dopo di questo, Byng venne elevato il 7 ottobre 1919 al rango di Barone Byng di Vimy in ricordo della vittoriosa battaglia. Il mese successivo, gli venne offerto il comando delle armate del sud e Byng si ritirò dalla carriera militare per spostarsi a Thorpe Hall, residenza che la moglie aveva acquistato nel 1913 mentre lui si trovava in Egitto.

### Governatore generale del Canada

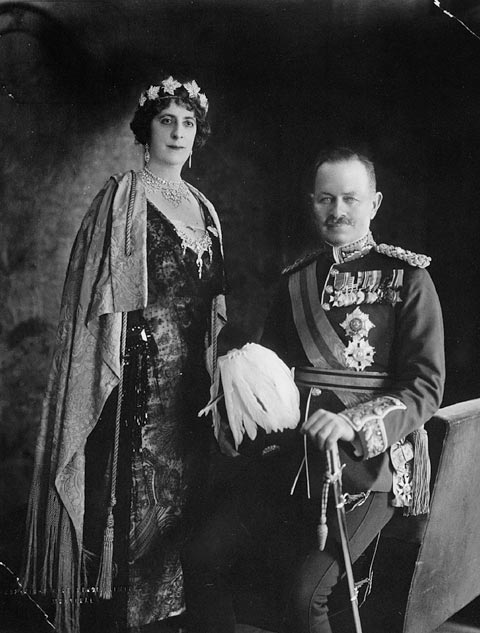
Il Barone e la Baronessa Byng di Vimy come coppia vicereale del Canada

Dopo che nel luglio del 1921 Byng venne nominato Cavaliere di Gran Croce dell'Ordine di San Michele e San Giorgio, venne reso noto che il re Giorgio V del Regno Unito aveva approvato col proprio sigillo il decreto col quale David Lloyd George, primo ministro del Regno Unito, gli consigliava di nominare Byng come suo rappresentante in Canada. La designazione di Byng portò alla nascita di alcune controversie rispetto alla nomina del suo predecessore, Victor Cavendish, IX duca di Devonshire, per via della popolarità del generale e per via del fatto che per la sua nomina non era stato consultato il primo ministro del Canada.
Come governatore generale, Byng viaggiò molto in Canada entrando a contatto diretto con la popolazione, immergendosi completamente nella cultura canadese ed innamorandosi in particolare dell'hockey su ghiaccio. Egli divenne anche fondatore della Royal Agricultural Winter Fair, che si svolge ogni anno a Toronto, e stabilì la Governor General's Cup come premio per la competizione. Byng fu anche il primo Governatore Generale del Canada a nominare i suoi aiutanti di campo tra i canadesi (tra i quali spiccava il futuro Governatore Generale Georges Vanier) e ottenendo così grande popolarità presso i canadesi.

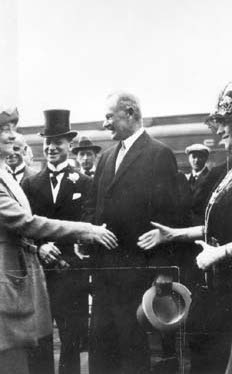
IL Visconte Byng a Calgary, Alberta, 1922

### Gli ultimi anni
Byng fece ritorno in Inghilterra il 30 settembre 1926 e nel gennaio del 1928 venne creato Visconte sul cognome e di Thorpe-le-Soken, nella Contea dell'Essex. In quello stesso anno egli venne inoltre nominato Commissario della Polizia Metropolitana di Londra e, prima del suo definitivo ritiro nel 1931, introdusse cambiamenti anche in questo ambito, promuovendo in particolare un sistema meritocratico negli avanzamenti oltre all'utilizzo esteso delle automobili per il corpo di polizia unitamente ad un efficace servizio di controllo via radio. Nel luglio del 1932 venne promosso al rango di Feldmaresciallo (il più alto grado militare in Inghilterra) poco prima di morire di blocco addominale a Thorpe Hall, il 6 giugno 1935.

## Ascendenza
|                                      |                                         |                                                  | Genitori                                  |  |  | Nonni |  |  | Bisnonni    |  |  | Trisnonni   |  |
|                                      |                                         |                                                  |                                           |  |  |       |  |  | George Byng |  |  | Robert Byng |  |
|                                      |                                         |                                                  |                                           |  |  |       |  |  | George Byng |  |  | Robert Byng |  |
|                                      |                                         | Elizabeth Forward                                |                                           |  |  |       |  |  | George Byng |  |  |             |  |
| John Byng, I conte di Strafford      |                                         |                                                  |                                           |  |  |       |  |  | George Byng |  |  |             |  |
|                                      |                                         | Anne Conolly                                     | William James Conolly                     |  |  |       |  |  |             |  |  |             |  |
|                                      |                                         | Anne Conolly                                     | William James Conolly                     |  |  |       |  |  |             |  |  |             |  |
|                                      |                                         | Anne Conolly                                     | Anne Wentworth                            |  |  |       |  |  |             |  |  |             |  |
| George Byng, II conte di Strafford   |                                         | Anne Conolly                                     |                                           |  |  |       |  |  |             |  |  |             |  |
|                                      |                                         | Peter Mackenzie                                  | …                                         |  |  |       |  |  |             |  |  |             |  |
|                                      |                                         | Peter Mackenzie                                  | …                                         |  |  |       |  |  |             |  |  |             |  |
|                                      |                                         | Peter Mackenzie                                  | …                                         |  |  |       |  |  |             |  |  |             |  |
| Mary Stevens Mackenzie               |                                         | Peter Mackenzie                                  |                                           |  |  |       |  |  |             |  |  |             |  |
|                                      |                                         | Mary Read                                        | Ennis Read                                |  |  |       |  |  |             |  |  |             |  |
|                                      |                                         | Mary Read                                        | Ennis Read                                |  |  |       |  |  |             |  |  |             |  |
|                                      |                                         | Mary Read                                        | …                                         |  |  |       |  |  |             |  |  |             |  |
| Julian Byng, I visconte Byng di Vimy |                                         | Mary Read                                        |                                           |  |  |       |  |  |             |  |  |             |  |
|                                      | George Cavendish, I conte di Burlington | William Cavendish, IV duca di Devonshire         |                                           |  |  |       |  |  |             |  |  |             |  |
|                                      | George Cavendish, I conte di Burlington | William Cavendish, IV duca di Devonshire         |                                           |  |  |       |  |  |             |  |  |             |  |
|                                      | George Cavendish, I conte di Burlington | Charlotte Elizabeth Boyle, VI baronessa Clifford |                                           |  |  |       |  |  |             |  |  |             |  |
| Charles Cavendish, I barone Chesham  | George Cavendish, I conte di Burlington |                                                  |                                           |  |  |       |  |  |             |  |  |             |  |
|                                      |                                         | Elizabeth Compton                                | Charles Compton, VII conte di Northampton |  |  |       |  |  |             |  |  |             |  |
|                                      |                                         | Elizabeth Compton                                | Charles Compton, VII conte di Northampton |  |  |       |  |  |             |  |  |             |  |
|                                      |                                         | Elizabeth Compton                                | Anne Somerset                             |  |  |       |  |  |             |  |  |             |  |
| Harriett Cavendish                   |                                         | Elizabeth Compton                                |                                           |  |  |       |  |  |             |  |  |             |  |
|                                      |                                         | George Gordon, IX marchese di Huntly             | Charles Gordon, IV conte di Aboyne        |  |  |       |  |  |             |  |  |             |  |
|                                      |                                         | George Gordon, IX marchese di Huntly             | Charles Gordon, IV conte di Aboyne        |  |  |       |  |  |             |  |  |             |  |
|                                      |                                         | George Gordon, IX marchese di Huntly             | Margaret Stewart                          |  |  |       |  |  |             |  |  |             |  |
| Catherine Gordon                     |                                         | George Gordon, IX marchese di Huntly             |                                           |  |  |       |  |  |             |  |  |             |  |
|                                      |                                         | Catherine Cope                                   | Charles Cope, II baronetto                |  |  |       |  |  |             |  |  |             |  |
|                                      |                                         | Catherine Cope                                   | Charles Cope, II baronetto                |  |  |       |  |  |             |  |  |             |  |
|                                      |                                         | Catherine Cope                                   | Catherine Bishopp                         |  |  |       |  |  |             |  |  |             |  |
|                                      |                                         | Catherine Cope                                   |                                           |  |  |       |  |  |             |  |  |             |  |